# Victor Ribas
Pour les articles homonymes, voir Ribas.
 (octobre 2012).
Victor Ribas est un surfeur professionnel brésilien né le 1er novembre 1971. Il n'a remporté qu'une seule victoire sur le circuit majeur, le Lacanau Pro 1995, et a mis fin à sa carrière en 2007.

## Palmarès
- vainqueur du Lacanau Pro CT en 1995
- vainqueur du circuit du WQS 1997
- médaille d'argent surfing games ISA huntington beach 1996
- classé N°3 à l'association des surfers pro en 1999 (meilleur classement obtenu par un Brésilien)